# Giovanni Carminucci
Giovanni Carminucci (Italia, 14 de noviembre de 1939-16 de febrero de 2007) fue un gimnasta artístico italiano especialista en el ejercicio de las barras paralelas, con el que llegó a ser subcampeón olímpico en Roma 1960.

## Carrera deportiva
En los JJ. OO. de Roma 1960 ganó dos medallas: plata en barras paralelas —tras el soviético Boris Shakhlin y por delante del japonés Takashi Ono— y bronce en el concurso por equipos, quedando situados en el podio tras los japoneses (oro) y los soviéticos (plata)
Además Giovanni ganó seis medallas en campeonatos europeos en la década de 1960 y principios de la de 1970.